# West Liberty (Ohio)
West Liberty – wieś w Stanach Zjednoczonych, w stanie Ohio, w hrabstwie Logan.